# Slumber Party Panic
Slumber Party Panic (Pánico en la Fiesta del Palacio en Latinoamérica y Pánico en la Fiesta de Pijamas en España) Es el primer episodio de la serie oficial de Hora de Aventura, al igual que de la Primera temporada y fue el noveno en ser producido. 

## Trama
Finn y la Princesa Chicle se encuentran en el Cementerio haciendo un experimento científico. y Jake y Arcoiris están jugando en el bosque. Finn y la princesa intentan volver a la Dulce Gente muerta a la vida. La Princesa prueba su suero descadaverizador de los muertos en Don Profiterol. Pero en lugar de estar realmente vivo, se convierte en un zombi que anhela el azúcar. A continuación, Don Profiterol salta hacia una probeta haciendo que se derrame el suero sobre todas las tumbas de la Dulce Gente muerta, y se levantan como Zombis también. La Princesa le dice a Finn que los Dulces Zombis irán al Dulce Reino, ya que la Dulce Gente está hecho de azúcar..
Convocan a toda la Dulce Gente al vestíbulo del castillo donde se anuncia que van a tener una fiesta nocturna. La Princesa le dice a Finn que si la Dulce gente se enteran del ataque de los Zombis, ellos explotarían del susto. Durante ese tiempo Almidón (Starchy), el sepulturero real, busca a la Princesa Chicle para darle una pala más grande para enterrar a los muertos. Él espera y encuentra a un zombi que tiene deseo de azúcar. Starchy después grita y explota. De vuelta en Dulce Reino la princesa le pide a Finn que le haga la promesa real de que no le dirá a nadie nada de los Zombis. Jake escucha parte de la conversación de él y la princesa y le pregunta de qué estaban hablando. Pero debido a la promesa real que le hizo a la princesa de lo que está pasando Finn esquiva su 
pregunta y trata de evitarla jugando "Atrevimiento o Verdad", donde Chocofresa reta al Señor Panquesito a que se quite la envoltura y después éste le pregunta a Jake si prefiere el chocolate o la crema, y finalmente Jake se atreve a decirle a Finn que diga la verdad absoluta sobre lo que había ocurrido en el laboratorio de la Princesa. 
Finn trata de esquivar la pregunta al tratar de jugar a Calcetín, pero cuando él lanza su calcetín, Jake huele olor a crema de Don Profiterol, así que le pregunta a Finn sobre por qué estaba más alterado que de costumbre. Así que para asegurarse de que Jake no se entere de los Zombis, pone a jugar a Jake Siete Minutos en el Cielo con Arcoiris, pero los zombis comienzan a entrar por una ventana. Entonces Finn le dice a la Dulce Gente que le ayudaran a hacer un juego llamado "Blocadillo, el juego de las barricadas". Entonces Finn echa un vistazo a Manfredo la piñata mientras está hablando, y le dice a la Dulce Gente que ellos van a romper "piñatas" (Excepto a Manfredo), así que los Zombis son las piñatas, y Finn le venda los ojos a la gente para que no los vean. Pronto golpearon a todos los Zombis y comenzaron a comer los caramelos que estaban escondidos en ellos.
Jake y Arcoiris salen del armario y Finn les dice lo que sucedió, entonces el tiempo se detiene de repente. Las únicas personas que no están congeladas son Finn y la Princesa, que no ha terminado su ecuación todavía. De repente, dos Guardianes de la Promesa Real llegan y secuestran a Finn y a la Princesa, entonces ya afuera le dicen a Finn que ha roto su promesa real y ya que la Princesa cuida de Finn, Finn es castigado con resolver las preguntas de matemáticas, pero él es terrible en eso. Al principio, le dan a Finn un problema de matemáticas muy difícil, pero por suerte uno de los guardianes hace que se convierta en 2+2. Finn responde correctamente y restablece a los Guardianes a su lugar y también el tiempo. La princesa se da cuenta de que 4 es la última cifra que necesita para perfeccionar su suero descadaverizador, ya que era demasiado inteligente para verlo. Finn y la Princesa devuelven a los Zombis a la vida, incluyendo a Starchy , donde todo el mundo se reúne con sus familiares muertos. Finn se compromete a mantener sus promesas de ahora en adelante, y Starchy (a pesar de que ya no es un zombi), ansía la carne y la muerde la pierna de Finn. Finn lo aprieta, haciendo que Starchy se tire un gas y el episodio termina.

## Personajes
Personajes Principales
- Finn
- Jake
- Dulce Princesa
- Guardianes de la Promesa Real (Debut)

Personajes Menores
- Dulce Gente (Debut)
- Choco Fruta (Debut)
- Banana Guy (Debut)
- Starchy (Debut)
- Pan de Canela (Debut)
- Chet (Debut)
- Señor Panquesito (Debut)
- Piñata (Debut)
- Bastón de Caramelo (Debut)
- Mentita (Debut)
- Cubo de Azúcar (Debut)
- Barra de Chocolate (Debut)
- Pen de Jengibre (Debut)
- Pat de Jengibre (Debut)
- Muto de Jengibre (Debut)
- Zombis de Azúcar (Debut) (Antagonistas)
- Señor Cremoso (Debut)
- Corazón de Dulce (Debut)
- Abuela Elotito (Debut)
- Dama de Helado (Debut)
- Arcoiris
- Tronquitos (Debut)
- Caracol

- Datos: Q6093717